# Gillan (groupe)
Pour les articles homonymes, voir Gillan.
Gillan est un groupe de hard rock britannique, originaire de Londres, en Angleterre. Il est fondé en 1978 par Ian Gillan et séparé en 1982.

## Biographie
Après la séparation de son précédent groupe, Ian Gillan Band, Ian Gillan réunit de nouveaux musiciens : le guitariste Steve Byrd, le bassiste John McCoy, le claviériste Colin Towns (seul rescapé avec Ian Gillan lui-même de l'expérience du Ian Gillan Band) et le batteur Liam Genockey (comme McCoy et Byrd, ex-membre de Zzebra, un groupe jazz-rock et afro-prog, qui exista de 1974 à  1978). Il forme un nouveau groupe, simplement appelé « Gillan », et abandonne les ambitions expérimentales du Ian Gillan Band au profit d'un hard rock plus en accord avec les modes du moment.
Le premier album du groupe, simplement intitulé Gillan, ne sort qu'en Australie, en Nouvelle-Zélande et au Japon, d'où son surnom de « Japanese Album ». Derrière la batterie, Liam Genockey est remplacé peu après par Pete Barnacle, puis par Mick Underwood, qui avait déjà côtoyé Ian Gillan au sein des Episode Six. Le guitariste Steve Byrd laisse également sa place à Bernie Tormé. Le second album de Gillan, Mr. Universe, est diffusé dans le monde entier par Acrobat Records, et reprend plusieurs titres du « Japanese Album ». Le label fait faillite peu après et le groupe signe chez Virgin Records.
Le groupe connaît son plus gros succès en 1980 avec l'album Glory Road, no 3 au Royaume-Uni. L'année suivante, après l'enregistrement de Future Shock, Tormé quitte le groupe ; il est remplacé par Janick Gers pour le double album mi-live, mi-studio Double Trouble ainsi que le dernier album studio de Gillan, Magic (1982).
Ian Gillan annonce la dissolution du groupe en décembre 1982 : il affirme que ses problèmes de voix sont devenus trop graves. Cela ne l'empêche pas de rejoindre Black Sabbath au début de l'année suivante, à la grande surprise de ses anciens collègues de Gillan.

## Membres
- Ian Gillan - chant (1978-1982)
- John McCoy - basse (1978-1982)
- Colin Towns - claviers (1978-1982)
- Steve Byrd - guitare (1978-1979)
- Bernie Tormé - guitare (1979-1981)
- Janick Gers - guitare (1981-1982)
- Liam Genockey - batterie (1978)
- Pete Barnacle - batterie (1978-1979)
- Mick Underwood - batterie (1979-1982)

## Discographie
- 1978 - Gillan (The Japanese Album)
- 1979 - Mr. Universe
- 1980 - Glory Road
- 1981 - Future Shock
- 1981 - Double Trouble (Double album Studio/Live)
- 1982 - Magic
- 2025 - Gillan 1978-1982 (Compilation coffret 7CD inclus tous les albums plus les faces B et raretés)